# Cortinarius rubrocastaneus
Cortinarius rubrocastaneus är en svampart som först beskrevs av Soop, och fick sitt nu gällande namn av A.-M.B. Oliv. & Orlovich 2002. Cortinarius rubrocastaneus ingår i släktet Cortinarius och familjen spindlingar.   Inga underarter finns listade i Catalogue of Life.